# Jared Reiner
Jared Thomas Reiner (Tripp, 8 aprile 1982) è un ex cestista statunitense, professionista nella NBA e in Europa.

## Palmarès
- All-NBDL Second Team (2007)